# Unión Valdostana
La Unión Valdostana (en francés Union Valdôtaine, UV) es un partido político italiano centrista y regionalista del Valle de Aosta, región en la que es la principal fuerza política. Está liderada por el presidente del partido, Ennio Pastoret.
La UV ha estado representada de forma continua en el Parlamento de Italia desde 1976 y, gracias a la desaparición de Democracia Cristiana, se ha convertido en el partido atrapalotodo de la región, de forma análoga al Partido Popular Sudtirolés en la Provincia de Bolzano. En efecto, el partido ha aumentado su proporción de votos desde el 11,5% de 1973 hasta el 47,2% de 2003. La UV ha liderado el gobierno regional desde 1974 de forma continua salvo tres años.

## Historia

### Inicios
El partido fue fundado el 13 de septiembre de 1945. Aunque al principio era un aliado de Democracia Cristiana, partido con el que compartió gobierno entre 1946 y 1954, pronto se distanció de dicho partido, a la vez que se acercaba a los partidos de izquierda.
Tras cinco años de oposición, en 1959 la UV ganó las elecciones regionales en coalición con el Partido Comunista Italiano (PCI) y el Partido Socialista Italiano (PSI) con el 51,6% de los votos, frente al 48,6% de una coalición formada por Democracia Cristiana (DC), el Partido Liberal Italiano (PLI), el Partido Socialista Democrático Italiano (PSDI) y el Partido Republicano Italiano (PRI). El tripartito formado por la UV, el PCI y el PSI gobernó hasta 1966, año en que los socialistas cambiaron de aliados y entraron en coalición con DC, como habían hecho a nivel nacional tres años antes.
Entonces, la UV sufrió una ruptura por su facción conservadora, que formó Reagrupación Valdostana (RV), con el fin de apoyar la coalición liderada por el democristiano Cesare Bondaz. En las elecciones regionales de 1968, la UV solo consiguió el 16,7% de los votos (RV el 5,4%), mientras que en 1973, tras la escisión del ala socialdemócrata, la Unión Valdostana Progresista (UPV), la UV se quedó en el 11,5%, perjudicada por los resultados de UPV (6,7%) y RV (1,6%) así como por el éxito de los Demócratas Populares (22,4%) nacidos tras una escisión del ala izquierda de DC.

### Resurgimiento
La UV volvió al poder en 1974 a la cabeza de una coalición regionalista dirigida por Mario Andrione y compuesta también por la UPV y RV. Esta coalición se amplió en 1975 al unirse la democracia cristiana y los socialistas. En 1978, después de unas elecciones regionales en las que la UV se había convertido en el mayor partido de la región con un 24,7% de los votos, DP, PSDI y PRI reemplazaron al PSI como miembros de la coalición con UV, DC, UPV and RV.
En 1984 Andrione fue sucedido por Augusto Rollandin, otro miembro de UV, a la cabeza del gobierno compuesto por UV, DC, DP, UPV y PRI entre 1983 y 1988. En los años 80, UV reforzó su posición como el partido más fuerte de la región al obtener el 27,1% de los votos en 1983 y el 34,2% en 1988. Tras las elecciones de 1988, Rollandin gobernó a la cabeza de una coalición formada por UV, DC, PSI, PRI y los Autonomistas Democráticos Progresistas (ADP), formación nacida por la fusión de DP y UVP.
Tras haber sido excluida del gobierno durante dos años y del liderazgo de la región durante tres, UV volvió al poder en 1993 a la cabeza de una coalición de centro-izquierda dirigida por Dino Viérin y compuesta por UV, el Partido Democrático de la Izquierda (PDS), la Federación de los Verdes, ADP, PSI y PRI. La coalición se prolongó entre 1998 y 2006 formada por UV y los Demócratas de Izquierda (DS), con el apoyo de dos partidos regionalistas, Edelweiss Valle de Aosta (SA) y la Federación Autonomista (FA), entre 1998 y 2001.

### La coalición regionalista
A pesar de sus estrechos lazos con partidos de centro-izquierda, UV compitió en las generales de 2006 con La UN (coaligada en la lista Autonomía Libertad Democracia) como parte de la coalición regionalista Valle de Aosta Autonomía Progreso Federalismo, lo que causó la escisión de Renovación Valdostana (RV), pero perdió y desde entonces el partido no obtuvo representación en el Parlamento italiano. Este fue, sin embargo, un punto de inflexión en la política regional, ya que UV se desligó de DS como miembro de su coalición y formó una nueva coalición regionalista tripartita con SA y FA.
En las elecciones generales de 2008, el político de UV Antonio Fosson fue elegido al Senado por la coalición regionalista, derrotando al hasta entonces titular del cargo Carlo Perrin (41,4% frente a 37,4%), pero no pudo llevarse además el escaño en el Cámara de los Diputados, ya que Ego Perron fue derrotado por poco por el titular Roberto Nicco del Partido Democrático (37,8% contra 39,1%). El senador Fosson, quien se abstuvo de la moción de confianza del cuarto gabinete de Berlusconi, se unió a un grupo centrista compuesto por el Partido Popular Sudtirolés (como era habitual), la Unión de los Demócratas Cristianos y de Centro (tres miembros, todos de Sicilia), el representante del Movimiento Asociativo de Italianos en el Extranjero y tres senadores vitalicios (Giulio Andreotti, Francesco Cossiga y Emilio Colombo).
En las elecciones regionales de 2008, UV consiguió el 44,4% de los votos y 17 diputados regionales (de un total de 35), mientras que el tripartito regionalista logró el 62,0% de los votos y una amplia mayoría de 22 diputados regionales. Augusto Rollandin fue el diputado regional más votado con 13.836 votos de preferencia, mientras que el presidente titular Luciano Caveri solo llegó al séptimo puesto con 2.770 votos (en comparación con los 7.313 que había conseguido anteriormente) y el líder del partido Guido Césal ni siquiera logró la reelección quedándose en la 25ª posición. Rollandin juró su cargo como nuevo presidente regional, reemplazando en el cargo a Caveri, quien declaró que «quien consigue más votos llega a ser presidente».
En noviembre de 2008 Ego Perron fue elegido nuevo presidente del partido, después de la debacle de Césal en las elecciones regionales.
En las elecciones regionales de 2013, UV consiguió el 33,47% de los votos y 13 escaños mientras que su aliado Stella Alpina el 12,25% y 5 escaños. Los dos partidos gobiernan con una mayoría absoluta de 18 escaños.

### Vuelta a la oposición
En las elecciones regionales de 2018, UV consiguió el 19,25% de los votos y 6 escaños.

## Resultados electorales
| Consejo Regional del Valle de Aosta |             |       |         |             |
| Año electoral                       | Votos       | %     | Escaños | +/–         |
| 1949a                               | 17.118 (#1) | 43,60 | 28/35   | -           |
| 1954                                | 16.278 (#3) | 29,21 | 1/35    | 27          |
| 1959                                | 30.214 (#1) | 51,43 | 15/35   | 14          |
| 1963                                | 12.930 (#3) | 20,42 | 7/35    | 8           |
| 1968                                | 11.237 (#3) | 16,67 | 6/35    | 1           |
| 1973                                | 8.081 (#4)  | 11,55 | 4/35    | 2           |
| 1978                                | 18.318 (#1) | 24,75 | 9/35    | 5           |
| 1983                                | 20.495 (#1) | 27,10 | 9/35    | Sin cambios |
| 1988                                | 26.960 (#1) | 34,20 | 12/35   | 3           |
| 1993                                | 30.312 (#1) | 37,27 | 13/35   | 1           |
| 1998                                | 33.311 (#1) | 42,57 | 17/35   | 4           |
| 2003                                | 35.297 (#1) | 47,23 | 18/35   | 1           |
| 2008                                | 32.614 (#1) | 44,39 | 17/35   | 1           |
| 2013                                | 24.121 (#1) | 33,47 | 13/35   | 4           |
| 2018                                | 12.265 (#1) | 19,25 | 7/35    | 6           |
| 2020                                | 10.470 (#2) | 15,80 | 7/35    | Sin cambios |

a En coalición con Democracia Cristiana.

## Líderes
- Severino Caveri (1945–1974)
- Mario Andrione (1974–1975)
- Jean-Claude Perrin (1975–1984)
- Alexis Bétemps (1984–1996)
- Carlo Perrin (1996–1998)
- Augusto Rollandin (1998–2001)
- Aurelio Marguerettaz (2001–2003)
- Manuela Zublena (2003–2006)
- Guido Césal (2006–2008)
- Ego Perron (2008-2013)
- Ennio Pastoret (Desde 2013)